# Branko Stanovnik
Branko Stanovnik, slovenski kemik in akademik, * 11. avgust 1938, Brezovica.
Stanovnik je iz kemije diplomiral na Oddelku za kemijo Fakultete za rudarstvo in tehnologijo Univerze v Ljubljani. Doktorat znanosti je iz organske kemije opravil leta 1964, že leta 1962 pa je postal asistent na fakulteti. Za docenta je bil izvoljen leta 1964, za izrednega profesorja 1967 in leta 1972 za rednega profesorja za organsko kemijo.
Za izrednega člana SAZU je bil izvoljen 30. maja 1991, za rednega člana Evropske akademije znanosti in umetnosti (Academia Scientiarum et Artium Europaea) v Salzburgu 1991 (tudi dekan njene sekcije za naravoslovje ter senator), za rednega člana SAZU 6. junija 1995, za Fellow of Royal Society of Chemistry v Londonu 1984 in za rednega člana The New York Academy of Sciences 1995.
Stanovnik je bil predstojnik Odseka za kemijo v letih 1967/68 in 1968/69, predstojnik Katedre za organsko kemijo 1984–89, namestnik predstojnika Oddelka za kemijo in kemijsko tehnologijo Fakultete za naravoslovje in tehnologijo 1992–95, prodekan Fakultete za kemijo in kemijsko tehnologijo 1995–97.
Od 1999 je predstojnik oddelka za mednarodno sodelovanje in znanstveno koordinacijo SAZU.
Trenutno je predsednik uredniškega odbora Acta Chimica Slovenica.

## Raziskovalno delo
Področje raziskovalnega dela Branka Stanovnika obsega sinteze in pretvorbe ter določanje strukture organskih, predvsem heterocikličnih spojin, študij tavtomerije, azido-tetrazolo-valenčno izomerizacijo, sinteze in pretvorbe azaanalogov pirimidinov, purinov in pteridinov ter bicikličnih in policikličnih heterocikličnih spojin z mostnim dušikom, 1,3-dipolarne cikloadicije azidov, diazoalkanov, nitriloksidov in nitriliminov na heterociklične sisteme, ki vsebujejo dušik, in nadaljnje pretvorbe aduktov, sinteze heterocikličnih aminokislin in heterocikličnih sistemov z vgrajenim aminokislinskim strukturnim elementom ter uporaba derivatov aminokislin kot reagentov za zaščito aminske in hidroksi skupine.

## Nagrade
- Nagrada Sklada Borisa Kidriča (1972)
- Kidričeva nagrada (1977)
- častna medalja in diploma tehnične univerze v Bratislavi (1981)
- plaketa univerze v Banja Luki (1988)
- diploma Rast YU (1989)
- zlata plaketa INOVA (1989)
- Nagrada Sklada Borisa Kidriča za inovacije (1989)
- Kametani Award, ki jo podeljujeta The Japan Institute of Heterocyclic Chemistry in Elsevier - za izjemne dosežke na področju heterociklične kemije (2006)
- Medalja in diploma In Memory of Professor A. N. Kost za izjemne dosežke na področju heterociklične kemije, ki ju podeljujejo International Scientific Partnership Foundation, Lomonosov Moscow State University in Mendeleev Russian Chemical Society (2007)
- Zaslužni profesor Univerze v Ljubljani (2015)
- Zoisova nagrada za življenjsko delo (2016)